# 郭增光
郭增光（1578年—？），字若昐，號旭陽，直隸大名府大名縣人，軍籍。

## 生平
万历二十二年甲午科顺天府乡试第五十二名举人，三十五年（1607年）丁未科进士，宰金乡、莱阳、潍县三县，万历四十四年（1616年），擢广东道监察御史，弹逆璫。天启元年（1621年），巡按山西，又按江南徽宁诸郡，廉恪公正，沉案滞狱，多所平反，称为铁面御史。升太僕寺少卿，晉都察院右佥都御史，巡撫河南，疏陈荒政，得旨赈济，以为魏忠贤建生祠，晉工部右侍郎，崇禎元年以逆案免官致仕。著有《纬弢》二卷。子郭允佳，有文名。

## 家族
曾祖郭聪。祖父郭江。父郭崇智。前母霍氏，母李氏。慈侍下。弟增重。